# Podvodno strelno orožje
Podvodno strelno orožje je orožje posebej namenjeno delovanju pod vodo. Po navadi uporabljajo jeklene puščica namesto standardnih nabojev. Konvencionalni naboji ne delujejo efektivno, če so izstreljeni pod vodo.
Podvodno strelno orožje so razvili v času Hladne vojne za oborožitev "frogmanov" - bojnih potapljačev.
Cevi podvodnih orožij so po navadi gladke za razliko od navadnih. Inženirji so poskušali razviti orožje, ki bi delovalo hkrati pod vodo in na kopnem, eden izmed prvih primerkov je puška ASM-DT, ki so jo prvi uporabljali ruski specialci Specnaz. ASM-DT lahko strelja z dvema vrstama nabojev, oba kalibra 5,45 mm:
1. 5.45×39mm  (7N6 za večjo penetracijo) za uporabo na kopnem
2. 5.45x39mm MGTS za uporabo v vodi. Projektil je jeklena 120 mm dolga puščica.[1]

Podvodno strelno orožje ima večji doseg in večjo prebojno moč kot podvodna puška

## Superkavitacijskinaboji
Norveško podjetje Defence & Security Group (DSG) je razvilo superkavitacijske naboje.

## Primeri
- Heckler & Koch P11
- ADS amphibious rifle
- APS underwater rifle
- ASM-DT amphibious rifle
- SPP-1 underwater pistol
- AAI underwater revolver
- Mk 1 Underwater Defense Gun